# Обедени (Ђурђу)
Обедени (рум. Obedeni) насеље је у Румунији у округу Ђурђу у општини Букшани. Oпштина се налази на надморској висини од 87 m.

## Прошлост
Место је током 19. века било део спахилука чувеног српског милионера, трговца "Капетан Мише" - титуларног мајора Мише Анастасијевића. Седиште спахилука са двором било је у оближњем месту - пет километара удаљеном Клежани (Ђурђу). Миша је купио тај, први свој спахилук у два маха 1852. и 1856. године за износ од чак 200.000 царских дуката.

## Становништво
Према подацима из 2002. године у насељу је живело 361 становника, од којих су сви румунске националности.